# Nazionale maschile di pallanuoto della Gran Bretagna
La nazionale di pallanuoto maschile della Gran Bretagna (Great Britain men's national water polo team) è la rappresentativa pallanuotistica britannica nelle competizioni internazionali. Fa capo alla British Swimming e rappresenta la sola Gran Bretagna, in quanto gli atleti dell'Irlanda del Nord, sebbene cittadini del Regno Unito, sono affiliati alla Federazione irlandese.

## Storia
In quanto paese culla della pallanuoto, è stata una superpotenza agli albori dell'agonismo. Le viene attribuito infatti il primo titolo olimpico della storia (sebbene la competizione si svolse tra squadre di club) e si aggiudicò anche altre tre edizioni. A partire all'incirca dagli anni '60 del Novecento è iniziata una lunga fase di declino che l'ha tenuta lontana dai vertici internazionali. Tornerà a disputare un'Olimpiade a cinquantasei anni di distanza nell'edizione casalinga di Londra 2012.

## Risultati

### Massime Competizioni
Olimpiadi
- 1900  Oro
- 1908  Oro
- 1912  Oro
- 1920  Oro
- 1924 Ottavi di finale
- 1928 Semif.; Fin. Bronzo
- 1936 8º
- 1948 13º
- 1952 Prima fase
- 1956 7º
- 2012 12º

Mondiali
- 1973 15º

Europei
- 1938 7º
- 1947 6º
- 1954 8º
- 1958 13º
- 1962 10º
- 1966 17º
- 1974 (B) 2º
- 1977 (B) 7º
- 1981 (B) 9º
- 1985 (B) 6º
- 1987 (B) 5º
- 1989 15º
- 1991 14º
- 1993 12º

Europeo B
- 2007 6º
- 2009 7º

### Altre
World League
- 2012 Turno di qualificazione

## Formazioni

### Olimpiadi
Giochi olimpici - Parigi 1900Osborne Swimming Club #1
Coe · Derbyshire · Kemp · Lister · Robertson · Robinson · Wilkinson · Henry (non riconosciuto dal CIO) · Crawshaw (non riconosciuto dal CIO) · Jarvis (non riconosciuto dal CIO) · Stapleton (non riconosciuto dal CIO) · Lindberg (non riconosciuto dal CIO), CT: -
Giochi olimpici - Londra 1908Cornet · Forsyth · Nevinson · Radmilovic · Smith · Thould · Wilkinson, CT: -
Giochi olimpici - Stoccolma 1912Smith · Cornet · Wilkinson · Bugbee · Hill · Radmilovic · Bentham, CT: -
Giochi olimpici - Anversa 1920Smith · Radmilovic · Bugbee · Purcell · Jones · Peacock · Dean, CT: -
Giochi olimpici - Parigi 1924Annison · Budd · Bugbee · Hodgson · Hunt · Radmilovic · Smith · Edward · Haston · Peacock, CT: -
Giochi olimpici - Amsterdam 1928Ablett · Beaman · Budd · Hatfield · Hodgson · Peter · Quick · Radmilovic · Temme · Freeguard, CT: -
Giochi olimpici - Berlino 1936Ablett · Blake · Grogan · Martin · McGregor · Milton · Mitchell · North · Palmer · Sutton · Temme, CT: -
Giochi olimpici - Londra 1948Johnson • Potter • Murray • Hardie • Brand • Garforth • Gentleman • Lewis • Jones • Mitchell • Webber, CT: -
Giochi olimpici - Helsinki 1952Johnson • Brand • Jones • Worsell • Turner • Miller • Ferguson • Murray • Hawkins, CT: -
Giochi olimpici - Melbourne 1956Grady • Worsell • Jones • Pass • Turner • Miller • Spooner • Ferguson • Knights, CT: -